# Добашин, Борис Алексеевич
Борис Алексеевич Добашин (8 апреля 1966) — советский и российский футболист, защитник и полузащитник.

## Карьера
Первым профессиональным клубом Бориса Добашина стал ФШМ из Москвы, за которую он выступал в сезоне 1982 и 1984 годов. С 1989 по 1991 годы находился в структуре московского Динамо, однако играл лишь за молодёжную и вторую команду. Также полтора сезона на правах аренды провёл в сухумском «Динамо». После распада СССР в 1992 году выступал за владикавказский «Спартак» в первом чемпионате России. Профессиональную карьеру завершил в чехословацком клубе «Интер-Словнафт» из Братиславы.